# 佐々木繭
佐々木 繭（ささき まゆ、1993年1月12日 - ）は、神奈川県相模原市出身の元女子サッカー選手。現役時代のポジションはディフェンダーまたはミッドフィールダー。

## 経歴
地元の藤野FC2000でサッカーを始め、その後に相模原コプリスに移る。相模原コプリス時代には第18回全国少年少女草サッカー大会に出場し、横山久美、坂本理保、和田奈央子、中村ゆしかなど後にアンダー年代の女子日本代表に選出される選手たちと共に優秀選手賞を受賞している。

### ユース
中学に入ると日テレ・メニーナに入団。メニーナでは同学年の岩渕真奈と共にプレーした。
2008年に聖和学園高等学校に入学、2010年の第19回全日本高等学校女子サッカー選手権大会及び第32回全日本女子サッカー選手権にチームの主将として出場している。高校卒業後は武蔵丘短期大学に進学し、女子サッカー部に入部、2012年第21回全日本大学女子サッカー選手権大会に出場、準決勝で早稲田大学に敗れた。

### シニア
2013年、武蔵丘短期大学卒業と共にベガルタ仙台レディースに入団。その一方ではみやぎ生活協同組合職員として仕事をしている。ベガルタでは守備的ミッドフィールダー（ボランチ）、左サイドバックでのプレーが多い。
2018年1月、浦和レッズレディースへの移籍が発表された。
2024年6月5日、マイナビ仙台レディースへの完全移籍が発表された。
2025年4月23日に2024-25シーズン限りで引退することを発表した。

### 代表
2015年までの佐々木は、年代別代表候補でのトレーニングキャンプ召集の経歴はあるものの正式な代表メンバーへの選出は経験していなかった。2016年に初めてU-23女子代表に召集され、 ラ・マンガU-23女子国際大会（ラ・マンガ／スペイン）にて国際試合初出場を果たす。そして6月のアメリカ合衆国遠征に臨むサッカー日本女子代表（なでしこジャパン）に初召集され、6月2日の対サッカーアメリカ合衆国女子代表（コロラド州コマースシティ、ディックス・スポーティング・グッズ・パーク）戦にて先発出場してフル代表デビューを果たした。

## 個人成績

### クラブ
| クラブ                       | シーズン | リーグ      | 背番号 | リーグ戦 | リーグ戦 | カップ戦 | カップ戦 | リーグ杯 | リーグ杯 | AFC  | AFC  | 合計 | 合計 |
| クラブ                       | シーズン | リーグ      | 背番号 | 出場     | 得点     | 出場     | 得点     | 出場     | 得点     | 出場 | 得点 | 出場 | 得点 |
| ---------------------------- | -------- | ----------- | ------ | -------- | -------- | -------- | -------- | -------- | -------- | ---- | ---- | ---- | ---- |
| 武蔵丘短期大学               | 2011     | —           | 7      | —        | —        | 1        | 0        | —        | —        | —    | —    | 1    | 0    |
| ベガルタ仙台レディース       | 2013     | なでしこ    | 23     | 12       | 0        | 1        | 0        | 8        | 0        | —    | —    | 21   | 0    |
| ベガルタ仙台レディース       | 2014     | なでしこ    | 23     | 12       | 0        | 1        | 0        | —        | —        | —    | —    | 13   | 0    |
| ベガルタ仙台レディース       | 2015     | なでしこ1部 | 13     | 23       | 1        | 0        | 0        | —        | —        | —    | —    | 23   | 1    |
| ベガルタ仙台レディース       | 2016     | なでしこ1部 | 13     | 13       | 2        | 4        | 0        | 5        | 0        | —    | —    | 22   | 2    |
| ベガルタ仙台レディース       | 2017     | なでしこ1部 | 13     | 18       | 0        | 3        | 0        | 2        | 0        | —    | —    | 23   | 0    |
| ベガルタ仙台レディース       | 通算     | 通算        | 通算   | 78       | 3        | 9        | 0        | 15       | 0        | 0    | 0    | 102  | 3    |
| 浦和レッズレディース         | 2018     | なでしこ1部 | 4      | 15       | 0        | 4        | 0        | 8        | 0        | —    | —    | 27   | 0    |
| 浦和レッズレディース         | 2019     | なでしこ1部 | 4      | 18       | 3        | 5        | 0        | 9        | 0        | -    | -    | 32   | 3    |
| 浦和レッズレディース         | 2020     | なでしこ1部 | 4      | 18       | 1        | 5        | 1        | —        | —        | —    | —    | 23   | 2    |
| 三菱重工浦和レッズレディース | 2021-22  | WE          | 4      | 20       | 0        | 4        | 0        | —        | —        | —    | —    | 24   | 0    |
| 三菱重工浦和レッズレディース | 2022-23  | WE          | 4      | 10       | 0        | 2        | 0        | 6        | 0        | —    | —    | 18   | 0    |
| 三菱重工浦和レッズレディース | 2023-24  | WE          | 4      | 12       | 0        | 4        | 0        | 4        | 0        | 3    | 0    | 23   | 0    |
| 三菱重工浦和レッズレディース | 通算     | 通算        | 通算   | 93       | 4        | 24       | 1        | 27       | 0        | 3    | 0    | 147  | 5    |
| マイナビ仙台レディース       | 2024-25  | WE          | 23     | 0        | 0        | 0        | 0        | 0        | 0        | -    | -    | 0    | 0    |
| 通算                         | 日本     | 日本        | 1部    | 171      | 7        | 33       | 1        | 42       | 0        | 3    | 0    | 249  | 8    |
| 通算                         | 日本     | 日本        | その他 | 0        | 0        | 1        | 0        | 0        | 0        | 0    | 0    | 1    | 0    |
| 総通算                       | 総通算   | 総通算      | 総通算 | 171      | 7        | 34       | 1        | 42       | 0        | 3    | 0    | 250  | 8    |

1. 1 2  2023 AFC女子クラブ選手権の成績

- 日本女子サッカーリーグ
  - 初出場 - 2013年3月31日 なでしこリーグ 第2節 FC吉備国際大学Charme戦 (岡山県笠岡陸上競技場)[14]
  - 初得点 - 2015年5月17日 なでしこリーグ1部 レギュラーシリーズ 第9節 岡山湯郷Belle戦 (仙台市陸上競技場)[14]

- WEリーグ
  - 初出場 - 2021年9月12日 第1節 日テレ・東京ヴェルディベレーザ戦 (味の素フィールド西が丘)[15]

- 国内リーグ戦通算150試合出場 - 2023年1月8日 2022-23 WEリーグ 第8節 ジェフユナイテッド市原・千葉レディース戦 (ゼットエーオリプリスタジアム)

### 代表
2016年6月2日 - 日本女子代表初出場 -  アメリカ合衆国戦 (国際親善試合、アメリカ・コロラド州)

#### 主な出場大会
- U-23女子代表
  - 2016年 - ラ・マンガU-23女子国際大会

- 日本女子代表（なでしこジャパン）
  - 2017年 - アルガルヴェ・カップ2017

#### 試合数
| 日本代表 | 国際Aマッチ | 国際Aマッチ |
| 年       | 出場        | 得点        |
| -------- | ----------- | ----------- |
| 2016     | 3           | 0           |
| 2017     | 5           | 0           |
| 通算     | 8           | 0           |

#### 出場試合
| 出場試合一覧 | 出場試合一覧  | 出場試合一覧     | 出場試合一覧                               | 出場試合一覧   | 出場試合一覧 | 出場試合一覧 | 出場試合一覧                                                           | 出場試合一覧 |
| #            | 開催日        | 開催都市         | スタジアム                                 | 対戦国         | 結果         | 監督         | 大会                                                                   | 出典         |
| ------------ | ------------- | ---------------- | ------------------------------------------ | -------------- | ------------ | ------------ | ---------------------------------------------------------------------- | ------------ |
| 1.           | 2016年6月2日  | コマースシティ   | ディックス・スポーティング・グッズ・パーク | アメリカ合衆国 | △ 3-3        | 高倉麻子     | 国際親善試合                                                           | [ 16 ]       |
| 2.           | 2016年6月5日  | クリーブランド   | ファーストエナジー・スタジアム             | アメリカ合衆国 | ● 0-2        | 高倉麻子     | 国際親善試合                                                           | [ 17 ]       |
| 3.           | 2016年7月21日 | カルマル         | グルドフォーゲルン・アリーナ               | スウェーデン   | ● 0-3        | 高倉麻子     | 国際親善試合                                                           | [ 18 ]       |
| 4.           | 2017年3月1日  | パルシャル       | ベラ・ヴィスタ市営スタジアム               | スペイン       | ● 1-2        | 高倉麻子     | アルガルヴェ・カップ2017                                               | [ 19 ]       |
| 5.           | 2017年3月6日  | ファロ ／ ローレ | エスタディオ・アルガルヴェ                 | ノルウェー     | ○ 2-0        | 高倉麻子     | アルガルヴェ・カップ2017                                               | [ 20 ]       |
| 6.           | 2017年3月8日  | ファロ ／ ローレ | エスタディオ・アルガルヴェ                 | オランダ       | ● 2-3        | 高倉麻子     | アルガルヴェ・カップ2017                                               | [ 21 ]       |
| 7.           | 2017年4月9日  | 熊本             | 熊本県民総合運動公園陸上競技場             | コスタリカ     | ○ 3-0        | 高倉麻子     | キリンチャレンジカップ2017 ～熊本地震復興支援マッチ がんばるばい熊本～ | [ 22 ]       |
| 8.           | 2017年6月13日 | ルーヴェン       | デン・ドリーフ                             | ベルギー       | △ 1-1        | 高倉麻子     | 国際親善試合 ～オランダ・ベルギー遠征～                                | [ 23 ]       |

## タイトル

### クラブ
- 浦和レッズレディース / 三菱重工浦和レッズレディース
  - WEリーグ: 2回 (2022-23、2023-24)
  - AFC女子クラブ選手権: 1回 (2023)
  - WEリーグカップ: 1回 (2022-23)
  - 皇后杯 JFA 全日本女子サッカー選手権大会: 1回 (2021)
  - 日本女子サッカーリーグ: 1回 (2020)